# Lonny von Schleicher
Lonny von Schleicher, vollständig Lonny Elisabeth Marie Paula von Schleicher (* 4. November 1919 in Berlin-Lichterfelde-West; † 13. November 2014 in München), war als Stieftochter von Kurt von Schleicher (1882–1934), dem letzten Reichskanzler der Weimarer Republik, eine Betroffene des Röhm-Putsches durch die Ermordung ihres Stiefvaters und ihrer Mutter Elisabeth von Schleicher. Sie war nach dem Ende des 2. Weltkrieges als Zeitzeugin und Referentin gefragt.

## Leben
Lonny von Schleicher war die Stieftochter von Kurt von Schleicher und Elisabeth von Schleicher, geb. von Hennigs. Sie war vierzehn Jahre alt, als am 30. Juni 1934 um 12.30 Uhr im Rahmen des Röhm-Putsches durch die SS auf ihre Eltern in der Villa in Babelsberg ein Attentat verübt wurde. Kurt von Schleicher war sofort tot, Lonnys Mutter kam schwer verletzt in das Krankenhaus Nowawes. Als die Tochter Details erfuhr, wo ihre Mutter hingebracht worden war, war diese bereits verstorben. Sie kam in die Betreuung von der Familie von Hennigs und besuchte das Lyzeum Schloss Wieblingen, die heutige Elisabeth-von-Thadden-Schule, als weiterführende Schule. Die dortige Schulleiterin Elisabeth von Thadden wurde 1944 ermordet.
Nach der Grundausbildung beim Deutschen Rotes Kreuz arbeitete sie beim Oberkommando der Wehrmacht in der Sanitätsabteilung, war aber stets unter Beobachtung der Gestapo. Die Abteilung wurde aufgelöst, nachdem ihr Chef, General Friedrich von Rabenau, wegen seiner Kontakte zum Widerstand verhaftet wurde. Sie sollte nun im Führerhauptquartier arbeiten, lehnte aber ab und ging als Stabshelferin nach Paris, später arbeitete sie als DRK-Helferin in Berlin. Sie absolvierte eine Ausbildung beim DRK im Tropenlazarett. 1945 wurde sie nach Dänemark versetzt, wo Schiffe mit verletzten Soldaten landeten, die noch aus Russland herausgebracht werden konnten. Bei Kriegsende geriet sie in englische Gefangenschaft. Nach dem Krieg arbeitete sie zunächst als Krankenschwester, später als Arzthelferin. Später erreichte sie im Ullstein Verlag eine leitende Position.

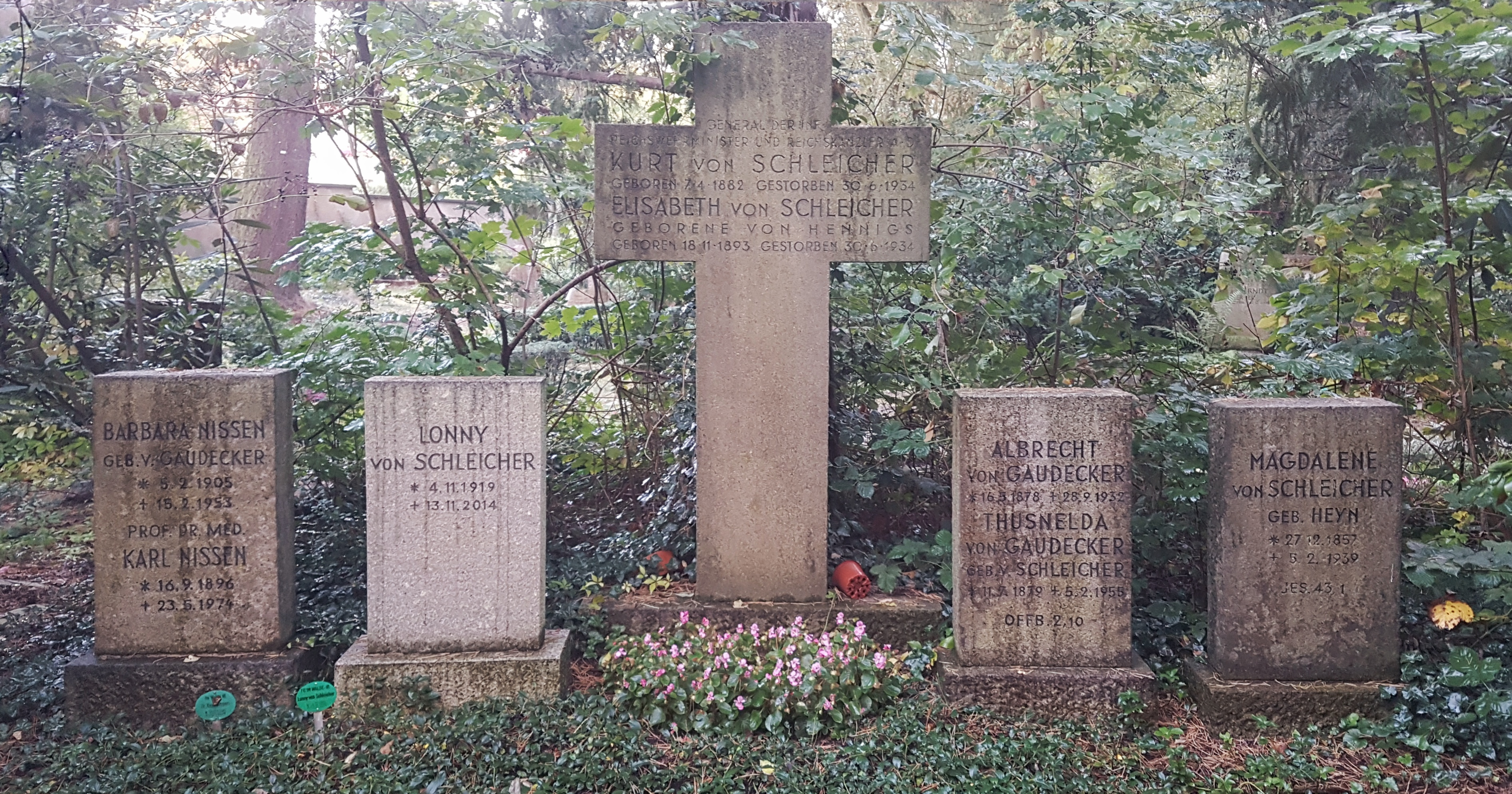
Grabmal am Ehrengrab Kurt von Schleichers auf dem Parkfriedhof Lichterfelde, Berlin 2023

## Zeitzeugin des Röhm-Putsches
Lonny von Schleicher erlangte als Zeitzeugin eine Bekanntheit, was sich in Interviews von Zeitungen und Fernsehen zeigte. Sie wurde oft zu Veranstaltungen als Rednerin eingeladen, die sich den Jahren 1933–1945 widmete.
- Interview: http://www.hinter-der-mauer.de/rundblick/1933-1945/ns-zeit-in-klein-glienicke/lonny-von-schleicher/
- https://www.zeitzeugen-portal.de/zeitraeume/jahrzehnte/1930/der-weg-in-die-diktatur/9-YVtxrq8N4
- https://www.ifz-muenchen.de/archiv/zs/zs-2472.pdf
- https://www.m-vg.de/mediafiles/Leseprobe/9783898794565.pdf
- https://www.mittelbayerische.de/polizei/bayern/lonny-von-schleicher-verlor-ihre-lieben-aber-nie-den-mut-21759-art507773.html